# Piłka ręczna na Igrzyskach Ameryki Środkowej i Karaibów 2006
Turnieje piłki ręcznej na XX Igrzyskach Ameryki Środkowej i Karaibów odbyły się w Santo Domingo na Dominikanie, pomimo iż gospodarzem igrzysk było kolumbijskie Cartagena de Indias.
Był to trzeci turniej w historii tej imprezy. Zawody zostały rozegrane w Pabellón de Balonmano del Parque del Este.

## Podsumowanie

### Klasyfikacja medalowa
| Klasyfikacja medalowa | Klasyfikacja medalowa | Klasyfikacja medalowa | Klasyfikacja medalowa | Klasyfikacja medalowa | Klasyfikacja medalowa |
| Miejsce               | Reprezentacja         | Złoto                 | Srebro                | Brąz                  | Razem                 |
| --------------------- | --------------------- | --------------------- | --------------------- | --------------------- | --------------------- |
| 1                     | Dominikana            | 1                     | 1                     | 0                     | 2                     |
| 1                     | Kuba                  | 1                     | 1                     | 0                     | 2                     |
| 3                     | Meksyk                | 0                     | 0                     | 1                     | 1                     |
| 3                     | Portoryko             | 0                     | 0                     | 1                     | 1                     |
| Razem                 | Razem                 | 2                     | 2                     | 2                     | 6                     |

### Medaliści
| Konkurencja | 1. miejsce | 2. miejsce | 3. miejsce |
| ----------- | --- | --- | --- |
| Mężczyźni   | Dominikana | Kuba | Meksyk |
| Mężczyźni   | Kellvin de León Leonis de León Antonio Sosa Luis Taveras Rafael Pujols Luis Montero Junior Brito Francisco Abreu Willyvaldo Paulino Pablo Jacobo Marcos Benítez Dioris Mateo Félix Romero Maximo Batista Juan Tapia Luis Sanlate                   | Misael Iglesias Guillermo Corso Randy Díaz Franklin Carol Leonardo Cobas Denip Fonseca Eurelbis Valdés Julio Almeida Edgard Martí Jorge Paván Yinkelly Tomacén Rafael Dacosta Ariel Paz Carlos Mirabal Yasser Ramos Yusnier González | Marcial Acuña Christian Bermúdez Alejandro Camargo Ignacio Cerón Rafael Contreras Rodrigo Domínguez Jorge García José García Jorge González Moisés Luna Julio Mendoza Ángel Rojas Adrián Romero Arturo Rosas José Santos Luis Stoopen            |
| Kobiety     | Kuba | Dominikana | Portoryko |
| Kobiety     | Aylín Martínez Lisandra Lusón Suleiky Gómez Virgen Murillo Caridad Vizcay Arazay Durán Yasnay Turro Yohania Martí Maydelis Sardiñas Eneleidys Guevara Nadezza Valera Neivis Mederos Ariagne Cuesta Maidolis Pournier Yanet Cantillo Damari Bencomo | Ofelia Vázquez Crisleidy Hernández Nalgelis Amparo Ingrid Santos Judith Brito Indiana Mateo Nancy Peña Mariela Andino Glenis Sosa Cruz Santana Rafaela Rodríguez Suleidy Suárez                                                      | Nathalys Ceballos Nidia Colón Lauritza Correa Frances Delgado María Díaz Brenda Encarnación Cristal Escalera Kitza Escobar Ciris García Jackeline González Sheila Hiraldo Sally Kirkland Natalia López Joanne Ortiz Suzette Rivera María Serrano |